# Eleições autárquicas portuguesas de 1985 no distrito de Castelo Branco
| Eleições autárquicas portuguesas de 1985 Distritos: Aveiro \| Beja \| Braga \| Bragança \| Castelo Branco \| Coimbra \| Évora \| Faro \| Guarda \| Leiria \| Lisboa \| Portalegre \| Porto \| Santarém \| Setúbal \| Viana do Castelo \| Vila Real \| Viseu \| Açores \| Madeira |

## Resultados por concelho
Os resultados nos concelhos do distrito de Castelo Branco foram os seguintes:

### Belmonte
| Partido                 | Partido                       | Votos | %               | +/-   | Vereadores | +/-     |
| ----------------------- | ----------------------------- | ----- | --------------- | ----- | ---------- | ------- |
|                         | Partido Renovador Democrático | 1 676 | 43,06 / 100,00  | Novo  | 2 / 5      | Novo    |
|                         | Partido Social Democrata      | 1 137 | 29,21 / 100,00  | -     | 2 / 5      | -       |
|                         | Partido Socialista            | 733   | 18,83 / 100,00  | 3,27  | 1 / 5      | Estável |
|                         | Aliança Povo Unido            | 149   | 3,83 / 100,00   | 28,23 | 0 / 5      | 2       |
| Votos Inválidos         | Votos Inválidos               | 197   | 5,06 / 100,00   | 1,72  |            |         |
| Total                   | Total                         | 3 892 | 100,00 / 100,00 |       | 5 / 5      |         |
| Eleitorado/Participação | Eleitorado/Participação       | 5 803 | 67,07 / 100,00  | 1,98  |            |         |

### Castelo Branco
| Partido                 | Partido                       | Votos  | %               | +/-  | Vereadores | +/-  |
| ----------------------- | ----------------------------- | ------ | --------------- | ---- | ---------- | ---- |
|                         | Partido Social Democrata      | 15 515 | 53,75 / 100,00  | -    | 5 / 7      | -    |
|                         | Partido Renovador Democrático | 4 759  | 16,49 / 100,00  | Novo | 1 / 7      | Novo |
|                         | Partido Socialista            | 4 000  | 13,86 / 100,00  | -    | 1 / 7      | -    |
|                         | Aliança Povo Unido            | 2 065  | 7,15 / 100,00   | 4,19 | 0 / 7      | 1    |
|                         | Centro Democrático Social     | 1 321  | 4,58 / 100,00   | -    | 0 / 7      | -    |
| Votos Inválidos         | Votos Inválidos               | 1 204  | 4,17 / 100,00   | 1,85 |            |      |
| Total                   | Total                         | 28 864 | 100,00 / 100,00 |      | 7 / 7      |      |
| Eleitorado/Participação | Eleitorado/Participação       | 44 488 | 64,88 / 100,00  | 3,55 |            |      |

### Covilhã
| Partido                 | Partido                       | Votos  | %               | +/-   | Vereadores | +/-  |
| ----------------------- | ----------------------------- | ------ | --------------- | ----- | ---------- | ---- |
|                         | Partido Social Democrata      | 9 344  | 31,44 / 100,00  | -     | 2 / 7      | -    |
|                         | Aliança Povo Unido            | 8 065  | 27,14 / 100,00  | 8,04  | 2 / 7      | 1    |
|                         | Partido Socialista            | 6 327  | 21,29 / 100,00  | 22,57 | 2 / 7      | 2    |
|                         | Partido Renovador Democrático | 4 355  | 14,65 / 100,00  | Novo  | 1 / 7      | Novo |
|                         | União Democrática Popular     | 356    | 1,20 / 100,00   | -     | 0 / 7      | -    |
| Votos Inválidos         | Votos Inválidos               | 1 271  | 4,28 / 100,00   | 0,96  |            |      |
| Total                   | Total                         | 29 718 | 100,00 / 100,00 |       | 7 / 7      |      |
| Eleitorado/Participação | Eleitorado/Participação       | 47 195 | 62,97 / 100,00  | 7,83  |            |      |

### Fundão
| Partido                 | Partido                       | Votos  | %               | +/-   | Vereadores | +/-     |
| ----------------------- | ----------------------------- | ------ | --------------- | ----- | ---------- | ------- |
|                         | Partido Social Democrata      | 6 637  | 40,00 / 100,00  | -     | 4 / 7      | -       |
|                         | Partido Socialista            | 4 240  | 25,55 / 100,00  | 11,57 | 2 / 7      | 1       |
|                         | Partido Renovador Democrático | 2 833  | 17,07 / 100,00  | Novo  | 1 / 7      | Novo    |
|                         | Aliança Povo Unido            | 1 372  | 8,27 / 100,00   | 1,17  | 0 / 7      | Estável |
|                         | PCTP/MRPP                     | 404    | 2,43 / 100,00   | 0,30  | 0 / 7      | Estável |
| Votos Inválidos         | Votos Inválidos               | 1 106  | 6,67 / 100,00   | 1,00  |            |         |
| Total                   | Total                         | 16 592 | 100,00 / 100,00 |       | 7 / 7      |         |
| Eleitorado/Participação | Eleitorado/Participação       | 27 180 | 61,04 / 100,00  | 5,26  |            |         |

### Idanha-a-Nova
| Partido                 | Partido                  | Votos  | %               | +/-  | Vereadores | +/-     |
| ----------------------- | ------------------------ | ------ | --------------- | ---- | ---------- | ------- |
|                         | Partido Socialista       | 6 200  | 69,38 / 100,00  | 9,31 | 6 / 7      | 1       |
|                         | Partido Social Democrata | 1 679  | 18,79 / 100,00  | -    | 1 / 7      | -       |
|                         | Aliança Povo Unido       | 498    | 5,57 / 100,00   | 0,41 | 0 / 7      | Estável |
| Votos Inválidos         | Votos Inválidos          | 559    | 6,26 / 100,00   | 1,79 |            |         |
| Total                   | Total                    | 8 936  | 100,00 / 100,00 |      | 7 / 7      |         |
| Eleitorado/Participação | Eleitorado/Participação  | 14 147 | 63,17 / 100,00  | 3,15 |            |         |

### Oleiros
| Partido                 | Partido                  | Votos | %               | +/-   | Vereadores | +/-     |
| ----------------------- | ------------------------ | ----- | --------------- | ----- | ---------- | ------- |
|                         | Partido Social Democrata | 4 170 | 85,10 / 100,00  | 21,96 | 5 / 5      | 1       |
|                         | Partido Socialista       | 398   | 8,12 / 100,00   | -     | 0 / 5      | -       |
|                         | Aliança Povo Unido       | 93    | 1,90 / 100,00   | 0,17  | 0 / 5      | Estável |
| Votos Inválidos         | Votos Inválidos          | 239   | 4,88 / 100,00   | 0,87  |            |         |
| Total                   | Total                    | 4 900 | 100,00 / 100,00 |       | 5 / 5      |         |
| Eleitorado/Participação | Eleitorado/Participação  | 8 218 | 59,63 / 100,00  | 5,55  |            |         |

### Penamacor
| Partido                 | Partido                       | Votos | %               | +/-  | Vereadores | +/-     |
| ----------------------- | ----------------------------- | ----- | --------------- | ---- | ---------- | ------- |
|                         | Partido Socialista            | 2 591 | 48,62 / 100,00  | 2,87 | 3 / 5      | Estável |
|                         | Partido Social Democrata      | 1 444 | 27,10 / 100,00  | -    | 2 / 5      | -       |
|                         | Centro Democrático Social     | 660   | 12,39 / 100,00  | -    | 0 / 5      | -       |
|                         | Partido Renovador Democrático | 239   | 4,48 / 100,00   | Novo | 0 / 5      | Novo    |
|                         | Aliança Povo Unido            | 104   | 1,95 / 100,00   | 0,87 | 0 / 5      | Estável |
| Votos Inválidos         | Votos Inválidos               | 291   | 5,46 / 100,00   | 2,02 |            |         |
| Total                   | Total                         | 5 329 | 100,00 / 100,00 |      | 5 / 5      |         |
| Eleitorado/Participação | Eleitorado/Participação       | 7 905 | 67,41 / 100,00  | 0,02 |            |         |

### Proença-a-Nova
| Partido                 | Partido                  | Votos  | %               | +/-   | Vereadores | +/-     |
| ----------------------- | ------------------------ | ------ | --------------- | ----- | ---------- | ------- |
|                         | Partido Social Democrata | 5 249  | 79,28 / 100,00  | 62,28 | 6 / 7      | 5       |
|                         | Partido Socialista       | 1 067  | 16,12 / 100,00  | 3,55  | 1 / 7      | 1       |
|                         | Aliança Povo Unido       | 65     | 0,98 / 100,00   | 0,87  | 0 / 7      | Estável |
| Votos Inválidos         | Votos Inválidos          | 240    | 3,63 / 100,00   | 2,20  |            |         |
| Total                   | Total                    | 6 621  | 100,00 / 100,00 |       | 7 / 7      | 2       |
| Eleitorado/Participação | Eleitorado/Participação  | 10 101 | 65,55 / 100,00  | 0,08  |            |         |

### Sertã
| Partido                 | Partido                   | Votos  | %               | +/-   | Vereadores | +/-     |
| ----------------------- | ------------------------- | ------ | --------------- | ----- | ---------- | ------- |
|                         | Partido Social Democrata  | 7 481  | 71,25 / 100,00  | 25,26 | 6 / 7      | 2       |
|                         | Centro Democrático Social | 1 577  | 15,02 / 100,00  | 12,83 | 1 / 7      | 1       |
|                         | Partido Socialista        | 882    | 8,40 / 100,00   | 10,36 | 0 / 7      | 1       |
|                         | Aliança Povo Unido        | 160    | 1,52 / 100,00   | 0,55  | 0 / 7      | Estável |
| Votos Inválidos         | Votos Inválidos           | 400    | 3,81 / 100,00   | 1,51  |            |         |
| Total                   | Total                     | 10 500 | 100,00 / 100,00 |       | 7 / 7      |         |
| Eleitorado/Participação | Eleitorado/Participação   | 16 897 | 62,14 / 100,00  | 2,04  |            |         |

### Vila de Rei
| Partido                 | Partido                   | Votos | %               | +/-  | Vereadores | +/-     |
| ----------------------- | ------------------------- | ----- | --------------- | ---- | ---------- | ------- |
|                         | Centro Democrático Social | 1 456 | 53,02 / 100,00  | -    | 3 / 5      | -       |
|                         | Partido Social Democrata  | 1 037 | 37,76 / 100,00  | -    | 2 / 5      | -       |
|                         | Partido Socialista        | 128   | 4,66 / 100,00   | 9,23 | 0 / 5      | Estável |
|                         | Aliança Povo Unido        | 33    | 1,20 / 100,00   | 0,67 | 0 / 5      | Estável |
| Votos Inválidos         | Votos Inválidos           | 92    | 3,35 / 100,00   | 2,62 |            |         |
| Total                   | Total                     | 2 746 | 100,00 / 100,00 |      | 5 / 5      |         |
| Eleitorado/Participação | Eleitorado/Participação   | 3 959 | 69,36 / 100,00  | 4,41 |            |         |

### Vila Velha de Ródão
| Partido                 | Partido                       | Votos | %               | +/-  | Vereadores | +/-     |
| ----------------------- | ----------------------------- | ----- | --------------- | ---- | ---------- | ------- |
|                         | Partido Socialista            | 1 380 | 42,12 / 100,00  | 5,42 | 3 / 5      | Estável |
|                         | Partido Social Democrata      | 1 220 | 37,24 / 100,00  | -    | 2 / 5      | -       |
|                         | Partido Renovador Democrático | 308   | 9,40 / 100,00   | Novo | 0 / 5      | Novo    |
|                         | Aliança Povo Unido            | 272   | 8,30 / 100,00   | 6,39 | 0 / 5      | Estável |
| Votos Inválidos         | Votos Inválidos               | 96    | 2,93 / 100,00   | 1,83 |            |         |
| Total                   | Total                         | 3 276 | 100,00 / 100,00 |      | 5 / 5      |         |
| Eleitorado/Participação | Eleitorado/Participação       | 4 674 | 70,09 / 100,00  | 2,61 |            |         |